# شالیکو بادانیان
شالیکو هوواکیمی بادانیان (ارمنی: Շալիկո Հովակիմի Բադանյան؛ زادهٔ ۲۴ اکتبر ۱۹۳۲ - درگذشته ۱۹ ژانویهٔ ۲۰۰۳) یک شیمی‌دان و استاد اهل ارمنستان بود.

## زندگی‌نامه
در ۲۴ اکتبر ۱۹۳۲ در مرنیا به دنیا آمد و از دانشگاه دولتی ایروان (۱۹۵۶) فارغ‌التحصیل شد. وی عضو فرهنگستان ملی علوم ارمنستان بود.  وی در ۱۹ ژانویهٔ ۲۰۰۳ در سن ۷۰ سالگی در ایروان درگذشت.

## یادداشت
1. ↑  քիմիական գիտությունների դոկտոր

## نگارخانه

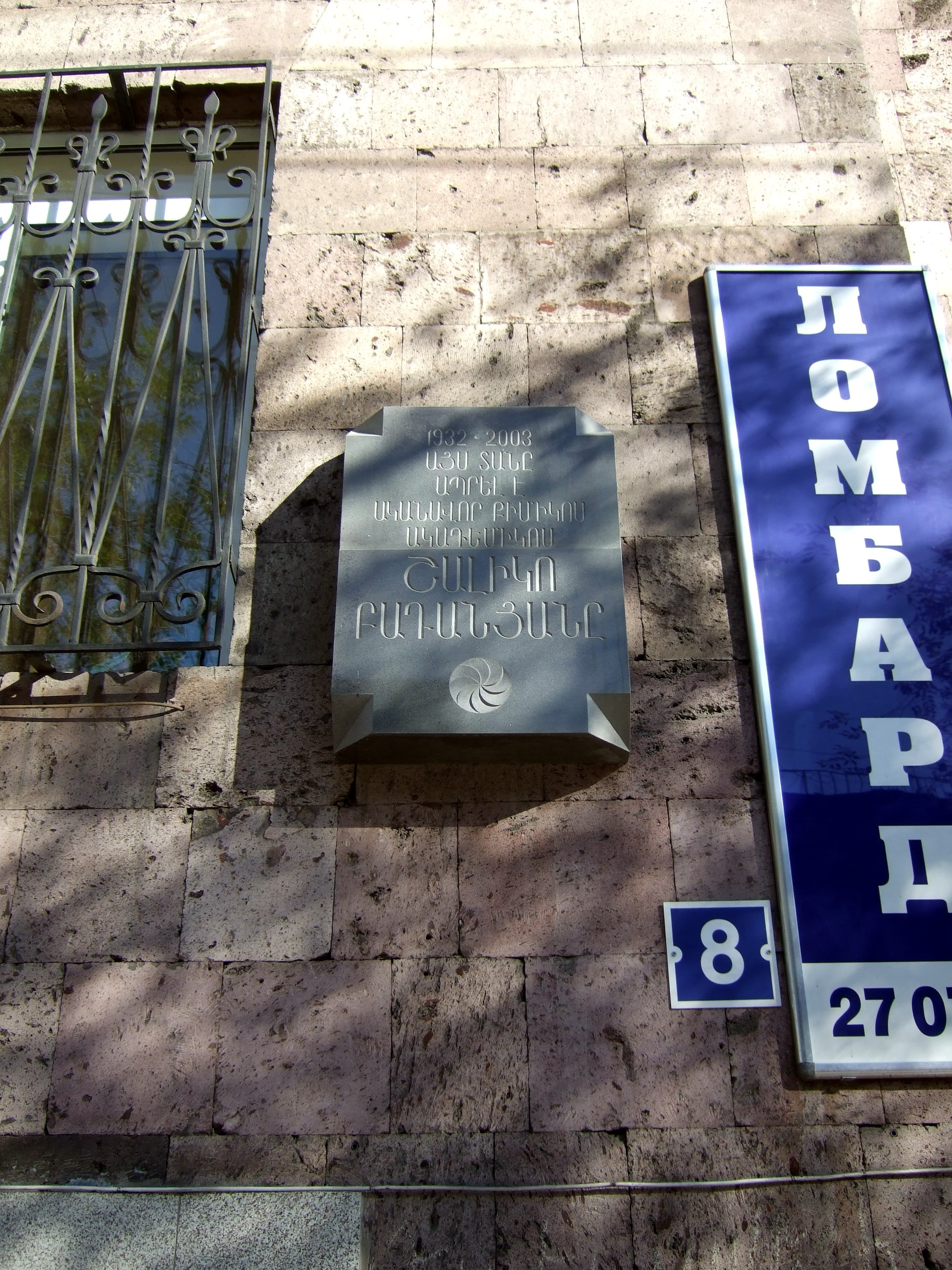
پلاک یادبود